# Wapenpas van de Gouden Boom
De wapenpas van de Gouden Boom werd in 1468 gehouden in Brugge op initiatief van Antoon, Groot-Bastaard van Bourgondië. Het was een geschenk aan zijn halfbroer Karel de Stoute voor diens huwelijk met Margaretha van York. Na de inzegening te Damme op zondag 3 juli 1468 opende de wapenpas in de namiddag op de Grote Markt van Brugge. Het spektakel duurde acht dagen lang en werd beschreven door Olivier de la Marche. Jean de Chalons, heer van Arquel, brak dertien lansen in het steekspel en werd uitgeroepen tot winnaar. Zijn prijs was een strijdros met uitrusting. Op de laatste dag bekampten twee groepen van 23 ridders elkaar in een toernooi. Het ging er zo heftig aan toe dat Karel de Stoute op het terrein moest komen om het gevecht stil te leggen voor er doden vielen. Daarna werd er in kleinere groepjes verder gevochten. John Woodville, broer van de Engelse koningin Elizabeth, werd aangeduid als winnaar.
Sinds 1958 wordt in Brugge vijfjaarlijks de Praalstoet van de Gouden Boom gehouden, een evocatie van de wapenpas die vijf eeuwen voordien plaatsvond.